# 大卫·邦德曼
大卫·邦德曼（英語：David Bonderman，1942年11月27日—2024年12月11日），或译庞德文，是一名美国亿万富翁，也是TPG资本的创始人。除去投资生意外，他也是波士顿凯尔特人和西雅图海怪的老板之一。截止2024年10月，他的净资产达67亿美元。

## 生平
他出生于洛杉矶的一个犹太家庭，曾就读于洛杉矶大学高中（University High School），后先后就读于华盛顿大学和哈佛法学院，在哈佛时他研究的是伊斯兰法律，习得近似母语的现代标准阿拉伯语。1967年和68年，他在杜兰大学法学院担任助理教授，1968年和69年为美国司法部长特别助理。1971年，他加入华盛顿特区的律师事务所Arnold & Porter，1983年加入罗伯特·巴斯的公司RMBG。1992年，他联合他人创立TPG资本。

## 扩展阅读
- The Harbus. . Harvard Business School. February 2, 2004  [2022-02-15]. （原始内容存档于2022-02-15）.